# 方慈恩
方慈恩（1651年11月1日—1731年1月3日），童名真加戶津金，號慈恩，是琉球國第二尚氏王朝君主尚貞王之繼妃，是方氏立津親方全敦之女。她與尚貞王育有一子四女。